# 京都府道104号高野修学院山端線
京都府道104号高野修学院山端線（きょうとふどう104ごう たかのしゅうがくいんやまばなせん）は、京都府京都市左京区を通る一般府道である。

## 概要
京都市左京区田中上古川町から京都市左京区山端川端町に至る。
京都市街地北東部の左京区にあり、コの字型のコースになっている。

### 路線データ
- 起点：京都市左京区田中上古川町[1]（高野交差点＝京都市道181号京都環状線交点、京都市道182号蹴上高野線終点）
- 終点：京都市左京区山端川端町（国道367号交点[1]、京都府道103号上賀茂山端線終点）
- 重要な経過地：なし[1]、

## 歴史
本路線は、田中上古川町から府道京都大原今津線（現在の国道367号の一部）を連絡する路線として、道路法（昭和27年法律第180号）第7条の規定に基づいた京都府の一般府道として1959年（昭和34年）に初めて認定した282路線のうちの1つである。

### 年表
- 1959年（昭和34年）12月18日 - 京都府が高野修学院山端線（京都市左京区田中上古川町 - 京都大原今津線交点）として府道路線認定。整理番号は一般地方道7[注釈 1][2]。
- 1994年（平成6年）4月1日 - 京都府が路線番号を再編（路線認定の一部改正）し、整理番号を一般地方道104に変更[1]。

## 路線状況
北大路通、白川通、北山通は都市計画道路として広幅な道路に整備されているが、これ以外は生活道路となっている。また、沿線には紅葉の名所として著名な詩仙堂や曼殊院があるため、秋には特に混雑する。

### 通称
北大路通
起点から白川通までの通り名。全線が京都市道182号蹴上高野線と重複しているが、京都市道が主要地方道であるため、一般府道である本路線を地図上に示す表記がない。
白川通
白川通北大路交差点からわずかに重複する。交差点で右折して南行する京都市道182号蹴上高野線に対して本路線は左折して北行するが、すぐに右折して東側を並走するように北上する。修学院道として再び交差する。
曼殊院道
一乗寺下リ松町から一乗寺稲荷町にかけての通り名。曼殊院道は本来東西の通りであるが、当区間のみ南北方向に通っている。交差する南端の角には一乗寺跡があり、当地には4代目の一乗寺下り松がある。
修学院道
修学院犬塚町から山端川原町にかけての通り名。
北山通
山端川原町から終点にかけての通り名。

### 重複区間
- 京都市道182号蹴上高野線（京都市左京区田中上古川町・高野交差点（起点） - 京都市左京区一乗寺木ノ本町・白川通北大路交差点）

## 地理
沿線には一乗寺地区を中心に神社・仏閣や歴史的建造物が散在し、修学院地区には離宮など、京都観光拠点のひとつとなっている。

### 通過する自治体
- 京都府
  - 京都市（左京区）

### 交差する道路
| 交差する道路                                                                      | 交差する場所   | 交差する場所       |
| --------------------------------------------------------------------------------- | -------------- | ------------------ |
| 京都市道181号京都環状線 / 北大路通・東大路通 京都市道182号蹴上高野線 重複区間起点 | 田中上古川町   | 高野交差点 / 起点  |
| 京都市道182号蹴上高野線 / 北大路通・白川通 重複区間終点                           | 一乗寺木ノ本町 | 白川通北大路交差点 |
| 国道367号 / 川端通 京都府道103号上賀茂山端線 / 北山通                             | 山端川端町     | 終点               |

### 交差する鉄道
- 叡山電鉄叡山本線

### 沿線
自然
- 高野川

教育
- 京都市立修学院小学校

鉄道
- 叡山電鉄叡山本線 修学院駅

金融機関・郵便局
- 京都山端郵便局
- 京都銀行修学院支店

史跡・名勝
- 一乗寺下り松
- 修学院離宮

神社・仏閣
- 金福寺
- 詩仙堂
- 曼殊院
- 鷺森神社
- 林丘寺
- 赤山禅院